# 멕시코토끼
멕시코토끼 또는 화산토끼(Romerolagus diazi)는 토끼목 토끼과에 속하는 포유류의 일종으로 멕시코 산악 지대에 서식하는 작은 토끼이다. 멕시코토끼속(Romerolagus)의 유일종이다. 세계에서 두번째로 작은 토끼로 피그미토끼 다음으로 작다. 수명은 약 7-9년이다. 화산토끼는 땅 아래의 굴 또는 덤불 풀 속 통로에 2-5마리씩 모여 산다. 굴 길이는 5m, 깊이는 40cm에 이른다. 보통 굴 속에서 한 번에 2-3마리의 새끼를 낳는다.